# 발라드 (프랑스 문학)
발라드(프랑스어: Ballade)는 중세 프랑스에서 유행한 시의 한 형식이다. 일반적으로 8행으로 이루어진 3개의 절로 이루어져 있으며, 각 절의 마지막 행은 후렴구이며, 3개의 절 이후에는 4 행으로 이루어진 절이 시를 끝맺게 된다. 발라드 형식은 14세기, 15세기 프랑스에서 유행했으며, 작가로는 프랑수아 비용등이 유명하다.